# Klaus Thraede
Klaus Thraede (* 6. März 1930 in Lüneburg; † 25. Januar 2013 in Bonn) war ein deutscher Klassischer Philologe.

## Leben
Klaus Thraede besuchte von 1940 bis 1949 das Gymnasium Johanneum Lüneburg. Neben dem Abitur absolvierte er von 1947 bis 1949 eine Ausbildung zum Kirchenmusiker, die er mit landeskirchlichen Kirchenmusikerexamen (C-Prüfung) abschloss. Anschließend absolvierte er ein Praktikum als Organist und ging an die Universität Göttingen, wo er Klassische Philologie, Evangelische Theologie und Soziologie studierte. Das Sommersemester 1952 verbrachte er in Innsbruck, das Wintersemester 1952/1953 in Zürich und Basel (bei Karl Barth). Das Staatsexamen in Philologie legte er 1955 in Göttingen ab, 1956 folgte das Erste Theologische Examen bei der Evangelischen Landeskirche Hannover. Parallel zu seinem Referendariat betrieb er in Göttingen seine Promotion in Klassischer Philologie bei Albrecht Dihle, die er 1958 mit der Dissertation Beiträge zur Datierung Commodians erreichte.
Von Herbst 1958 bis Frühjahr 1960 arbeitete Thraede als Studienassessor am Gymnasium Johanneum und an der Wilhelm-Raabe-Schule in Lüneburg. Am 1. April 1960 ging er als Wissenschaftlicher Mitarbeiter an das Franz Joseph Dölger-Institut in Bonn. Zusätzlich gab er Lehrveranstaltungen an der Universität zu Köln; seine Forschungen reichte er 1962 unter dem Titel Studien zu Sprache und Stil des Prudentius als Habilitationsschrift ein (gedruckt 1965, Hypomnemata 13). Die Verbindung theologischer und philologischer Inhalte in seinen Forschungen brachte ihn zu seiner zusätzlichen Promotion im Fach Evangelische Theologie. Seine Dissertation Einheit, Gegenwart, Gespräch: Zur Christianisierung antiker Brieftopoi verfasste er von 1964 bis 1966. Sie wurde 1967 in Bonn gedruckt.
Am 11. Mai 1968 folgte Thraede dem Ruf der neugegründeten Universität Regensburg auf den Lehrstuhl für Latinistik, den er bis zu seiner Emeritierung am 31. März 1998 im Alter von 68 Jahren innehatte. Sein langjähriger Kollege war der Gräzist Ernst Heitsch, der gemeinsam mit Thraede in Göttingen studiert hatte. Ab Herbst 1999 lebte Thraede in Bonn, wo er als Gastwissenschaftler an der Abteilung für Alte Kirchengeschichte und Patrologie wirkte.
Thraede ist Autor zahlreicher Monografien und Aufsätze zur christlichen lateinischen Literatur. Er war Mitherausgeber des Jahrbuchs für Antike und Christentum (seit 1968) und des  Reallexikons für Antike und Christentum (seit 1984).

## Schriften (Auswahl)
- Beiträge zur Datierung Commodians, Göttingen 1957
- Studien zu Sprache und Stil des Prudentius, Göttingen 1965
- Einheit, Gegenwart, Gespräch: Zur Christianisierung antiker Brieftopoi, Bonn 1967
- Grundzüge griechisch-römischer Brieftopik, München 1970
- Der Hexameter in Rom: Verstheorie und Statistik, München 1978